# Francesco Coco (calciatore)
Francesco Coco (Paternò, 8 gennaio 1977) è un ex calciatore italiano, di ruolo difensore.

## Biografia
Nato a Paternò, in provincia di Catania, è cresciuto a Legnano, avviandovi esercizi commerciali in tema di abbigliamento e moda.
Nel 2006 figurò tra le vittime dell'inchiesta nota come Vallettopoli, avendo subìto ricatti fotografici da Fabrizio Corona.

## Caratteristiche tecniche
Destro naturale ma tecnicamente abile anche col piede mancino, veniva utilizzato come terzino sinistro in una linea a 4 oppure da esterno sinistro di centrocampo davanti a una difesa a 3.
A condizionarne in negativo la carriera furono però una serie d'infortuni, col prematuro ritiro a soli trent'anni.

## Carriera

### Club

#### Milan e prestito al Vicenza
Cresciuto nel settore giovanile del Milan, esordisce in Serie A con i rossoneri il 27 agosto 1995 nella vittoria esterna col Padova. Utilizzato per due stagioni come sostituto di Paolo Maldini, nella prima di esse si aggiudica il titolo nazionale.
Nell'estate 1997 viene ceduto in prestito al Vicenza, con cui viene sconfitto nella Supercoppa italiana dalla Juventus e ha l'occasione di partecipare anche alla Coppa delle Coppe.

#### Ritorno al Milan e prestiti al Torino e al Barcellona
Alla conclusione del prestito ai berici, fa ritorno in rossonero venendo però frenato dall'infortunio al ginocchio rimediato nel derby milanese dell'8 novembre 1998, che sancisce la conclusione anticipata della sua stagione; aggiudicatosi un nuovo scudetto con il Diavolo, disputa la stagione 1999-00 in prestito al Torino.
Di nuovo in rossonero, conquista il posto da titolare (44 presenze) e si rende autore di una buona annata, mettendo a referto 4 assist e 4 reti, tutte di testa; da ricordare la prestazione in Champions League contro il Barcellona. I due gol messi a segno in campionato rimarranno per lui gli unici in Serie A. In rotta con il nuovo allenatore Terim, nell'agosto 2001 è ceduto in prestito con diritto di riscatto al Barcellona. Al termine della stagione, dopo 33 presenze tra i blaugrana, non viene riscattato dalla squadra catalana.

#### Inter e prestiti al Livorno e al Torino
Col cartellino del giocatore nuovamente in mano ai rossoneri, si trasferisce all'Inter in cambio di Seedorf. L'esperienza in nerazzurro, dopo la prima stagione in cui disputa 31 partite, è segnata in particolare da problemi alla schiena. Nell'ultima delle tre stagioni con la Beneamata si aggiudica una Coppa Italia.
Dopo un prestito al Livorno, col campionato 2005-06 concluso in anticipo all'inizio di aprile per un nuovo infortunio al ginocchio, rientra all'Inter senza venire impiegato nella prima parte della stagione 2006-07.
Nel gennaio 2007 sostiene un provino con il Manchester City, venendo tuttavia respinto per essersi presentato fumando all'allenamento. Ingaggiato dal Torino in chiusura di mercato invernale, colleziona tre presenze in campionato tornando a calcare i campi dopo un anno.

#### Ritiro
In estate — dopo essere uscito illeso dall'aggressione di una donna che aveva tentato di accoltellarlo — si accorda con il Saint Étienne, ma la società francese non formalizza il tesseramento per una precaria condizione fisica del difensore. Risolto il contratto con i nerazzurri nel settembre 2007, annuncia la sua partecipazione a L'isola dei famosi. Lasciata la trasmissione dopo alcune settimane, si ritira definitivamente dal calcio, dopo il mancato raggiungimento di accordi con Milan — per il quale si era dichiarato disposto a un ingaggio gratuito — e QPR, quest'ultimo a causa di incomprensioni col presidente Flavio Briatore.

### Nazionale
Dopo aver vinto con l'Under-21 azzurra l'Europeo di categoria nel 2000, sotto la gestione di Marco Tardelli, riceve la chiamata di Trapattoni per la Nazionale maggiore.
Esordisce il 7 ottobre 2000 contro la Romania, partecipando in seguito ai Mondiali 2002. In maglia azzurra ha collezionato 17 presenze, senza gol.

## Statistiche

### Presenze e reti nei club
Statistiche aggiornate al 28 aprile 2007.
| Stagione        | Squadra         | Campionato      | Campionato | Campionato | Coppe nazionali | Coppe nazionali | Coppe nazionali | Coppe continentali | Coppe continentali | Coppe continentali | Altre coppe | Altre coppe | Altre coppe | Totale | Totale |
| Stagione        | Squadra         | Comp            | Pres       | Reti       | Comp            | Pres            | Reti            | Comp               | Pres               | Reti               | Comp        | Pres        | Reti        | Pres   | Reti   |
| --------------- | --------------- | --------------- | ---------- | ---------- | --------------- | --------------- | --------------- | ------------------ | ------------------ | ------------------ | ----------- | ----------- | ----------- | ------ | ------ |
| 1995-1996       | Milan           | A               | 5          | 0          | CI              | 4               | 1               | CU                 | 1                  | 0                  | -           | -           | -           | 10     | 1      |
| 1996-1997       | Milan           | A               | 14         | 0          | CI              | 3               | 0               | UCL                | 1                  | 0                  | SI          | 0           | 0           | 18     | 0      |
| 1997-1998       | Vicenza         | A               | 20         | 0          | CI              | 2               | 0               | CdC                | 4                  | 0                  | SI          | 1           | 0           | 27     | 0      |
| 1998-1999       | Milan           | A               | 6          | 0          | CI              | -               | -               | -                  | -                  | -                  | -           | -           | -           | 6      | 0      |
| 1999-2000       | Torino          | A               | 21         | 0          | CI              | 1               | 0               | -                  | -                  | -                  | -           | -           | -           | 22     | 0      |
| 2000-2001       | Milan           | A               | 30         | 2          | CI              | 3               | 0               | UCL                | 11                 | 2                  | -           | -           | -           | 44     | 4      |
| ago. 2001       | Milan           | A               | 1          | 0          | -               | -               | -               | -                  | -                  | -                  | -           | -           | -           | 1      | 0      |
| Totale Milan    | Totale Milan    | Totale Milan    | 56         | 2          |                 | 10              | 1               |                    | 13                 | 2                  |             | -           | -           | 79     | 5      |
| 2001-2002       | Barcellona      | PD              | 23         | 0          | CR              | -               | -               | UCL                | 10                 | 0                  | -           | -           | -           | 33     | 0      |
| 2002-2003       | Inter           | A               | 20         | 0          | CI              | -               | -               | UCL                | 11                 | 0                  | -           | -           | -           | 31     | 0      |
| 2003-2004       | Inter           | A               | 3          | 0          | CI              | -               | -               | UCL                | 1                  | 0                  | -           | -           | -           | 4      | 0      |
| 2004-2005       | Inter           | A               | 3          | 0          | CI              | 3               | 0               | UCL                | -                  | -                  | -           | -           | -           | 6      | 0      |
| 2005-2006       | Livorno         | A               | 28         | 0          | -               | -               | -               | -                  | -                  | -                  | -           | -           | -           | 28     | 0      |
| 2006-gen. 2007  | Inter           | A               | -          | -          | CI              | -               | -               | UCL                | -                  | -                  | SI          | 0           | 0           | 0      | 0      |
| Totale Inter    | Totale Inter    | Totale Inter    | 26         | 0          |                 | 3               | 0               |                    | 12                 | 0                  |             | -           | -           | 41     | 0      |
| gen.-giu. 2007  | Torino          | A               | 3          | 0          | -               | -               | -               | -                  | -                  | -                  | -           | -           | -           | 3      | 0      |
| Totale Torino   | Totale Torino   | Totale Torino   | 24         | 0          |                 | 1               | 0               |                    | -                  | -                  |             | -           | -           | 25     | 0      |
| Totale carriera | Totale carriera | Totale carriera | 177        | 2          |                 | 16              | 1               |                    | 39                 | 2                  |             | 1           | 0           | 233    | 5      |

### Cronologia presenze e reti in nazionale
| Cronologia completa delle presenze e delle reti in nazionale ― Italia | Cronologia completa delle presenze e delle reti in nazionale ― Italia | Cronologia completa delle presenze e delle reti in nazionale ― Italia | Cronologia completa delle presenze e delle reti in nazionale ― Italia | Cronologia completa delle presenze e delle reti in nazionale ― Italia | Cronologia completa delle presenze e delle reti in nazionale ― Italia | Cronologia completa delle presenze e delle reti in nazionale ― Italia | Cronologia completa delle presenze e delle reti in nazionale ― Italia |
| Data                                                                  | Città                                                                 | In casa                                                               | Risultato                                                             | Ospiti                                                                | Competizione                                                          | Reti                                                                  | Note                                                                  |
| --------------------------------------------------------------------- | --------------------------------------------------------------------- | --------------------------------------------------------------------- | --------------------------------------------------------------------- | --------------------------------------------------------------------- | --------------------------------------------------------------------- | --------------------------------------------------------------------- | --------------------------------------------------------------------- |
| 7-10-2000                                                             | Milano                                                                | Italia                                                                | 3 – 0                                                                 | Romania                                                               | Qual. Mondiali 2002                                                   | -                                                                     |                                                                       |
| 11-10-2000                                                            | Ancona                                                                | Italia                                                                | 2 – 0                                                                 | Georgia                                                               | Qual. Mondiali 2002                                                   | -                                                                     |                                                                       |
| 15-11-2000                                                            | Torino                                                                | Italia                                                                | 1 – 0                                                                 | Inghilterra                                                           | Amichevole                                                            | -                                                                     |                                                                       |
| 28-2-2001                                                             | Roma                                                                  | Italia                                                                | 1 – 2                                                                 | Argentina                                                             | Amichevole                                                            | -                                                                     | 70’                                                                   |
| 28-3-2001                                                             | Trieste                                                               | Italia                                                                | 4 – 0                                                                 | Lituania                                                              | Qual. Mondiali 2002                                                   | -                                                                     |                                                                       |
| 25-4-2001                                                             | Perugia                                                               | Italia                                                                | 1 – 0                                                                 | Sudafrica                                                             | Amichevole                                                            | -                                                                     |                                                                       |
| 1-9-2001                                                              | Kaunas                                                                | Lituania                                                              | 0 – 0                                                                 | Italia                                                                | Qual. Mondiali 2002                                                   | -                                                                     | 82’                                                                   |
| 5-9-2001                                                              | Piacenza                                                              | Italia                                                                | 1 – 0                                                                 | Marocco                                                               | Amichevole                                                            | -                                                                     |                                                                       |
| 6-10-2001                                                             | Parma                                                                 | Italia                                                                | 1 – 0                                                                 | Ungheria                                                              | Qual. Mondiali 2002                                                   | -                                                                     |                                                                       |
| 7-11-2001                                                             | Saitama                                                               | Giappone                                                              | 1 – 1                                                                 | Italia                                                                | Amichevole                                                            | -                                                                     | 3’ 67’                                                                |
| 13-2-2002                                                             | Catania                                                               | Italia                                                                | 1 – 0                                                                 | Stati Uniti                                                           | Amichevole                                                            | -                                                                     |                                                                       |
| 27-3-2002                                                             | Leeds                                                                 | Inghilterra                                                           | 1 – 2                                                                 | Italia                                                                | Amichevole                                                            | -                                                                     | 75’                                                                   |
| 18-5-2002                                                             | Praga                                                                 | Rep. Ceca                                                             | 1 – 0                                                                 | Italia                                                                | Amichevole                                                            | -                                                                     | 46’                                                                   |
| 13-6-2002                                                             | Ōita                                                                  | Messico                                                               | 1 – 1                                                                 | Italia                                                                | Mondiali 2002 - 1º turno                                              | -                                                                     | 63’                                                                   |
| 18-6-2002                                                             | Daejeon                                                               | Corea del Sud                                                         | 2 – 1 gg                                                              | Italia                                                                | Mondiali 2002 - Ottavi di finale                                      | -                                                                     | 4’                                                                    |
| 21-8-2002                                                             | Trieste                                                               | Italia                                                                | 0 – 1                                                                 | Slovenia                                                              | Amichevole                                                            | -                                                                     | 76’                                                                   |
| 7-9-2002                                                              | Baku                                                                  | Azerbaigian                                                           | 0 – 2                                                                 | Italia                                                                | Qual. Euro 2004                                                       | -                                                                     |                                                                       |
| Totale                                                                |                                                                       | Presenze                                                              | 17                                                                    |                                                                       | Reti                                                                  | 0                                                                     |                                                                       |

## Palmarès

### Club
- Campionato italiano: 3

Milan: 1995-1996, 1998-1999
Inter: 2006-2007
- Coppa Italia: 1

Inter: 2004-2005

### Nazionale
- Campionato d'Europa Under-21: 1

Slovacchia 2000
- Giochi del Mediterraneo: 1

Bari 1997